# Uper
Uper war ein altes Antwerpener Volumenmaß.
- 1 Uper = ½ Pinte = 0,3435 Liter
- 2 Upers = 1 Pinte = 0,6775 Liter

Eine Maßkette war
- 1 Tonne = 1,2 Aime/Aam = 5 Seau/Emmer = 30 Schreve = 60 Stoop = 120 Pott/Pot = 240 Pinte = 480 Uper = 164,88 Liter

Für Wein, Olivenöl und Spiritus war die Maßkette:
- 1 Aime/Aam = 50 Stoop = 100 Pot = 200 Pinte = 400 Uper = 137,4 Liter